# شغف (رواية)
شغف رواية للروائية المصرية رشا عدلي. صدرت الرواية لأوّل مرة عام 2017 عن الدار العربية للعلوم ناشرون في بيروت. ودخلت في القائمة الطويلة للجائزة العالمية للرواية العربية لعام 2018، المعروفة باسم «جائزة بوكر العربية».

## حول الرواية
تروي الكاتبة المصرية «رشا عدلي» في هذه الرواية حكاية تدور حول ماهية الشغف عند الإنسان فكل بطل من أبطال الرواية يمسه الشغف بشيء ما وهذا الشيء يختلف ويتنوع باختلاف شخصيات العمل وثقافة كل منهم وزمنه. تقع الرواية في زمنين مختلفين تربط بينهما لوحة لفتاة مصرية تدعى «زينب».